# Spodoptera declinata
Spodoptera declinata är en fjärilsart som beskrevs av Walker 1857. Spodoptera declinata ingår i släktet Spodoptera och familjen nattflyn. Inga underarter finns listade i Catalogue of Life.